# The Southern Reach
The Southern Reach – amerykańska trylogia fantastyczno-naukowa (określana także jako weird fiction), autorstwa Jeffa VanderMeera. Została po raz pierwszy opublikowana w 2014. Nazwa serii wzięła się od kluczowej dla fabuły, tajnej agencji. W 2013 Paramount Pictures zakupiło prawa do serialu na jej bazie, a  Alex Garland w 2018 stworzył adaptację filmową dla Netflixa. W wersji polskiej trylogia ukazała się nakładem wydawnictwa Otwarte. W 2015 pierwszy tom serii zdobył nagrodę Nebula oraz Shirley Jackson Award dla najlepszej powieści.

## Fabuła
Głównym tematem trylogii jest próba zbadania Strefy X – dziwnego miejsca, w którym żywe istoty są przekształcane przez obcą siłę. W pierwszej części grupa składająca się z czterech badaczek wyrusza jako dwunasta z wypraw, by zbadać jej tajemnice. W drugiej okazuje się, że placówka organizacji Southern Reach badającej strefę nie jest wolna od jej wpływu. Trzecia kontynuuje wątki poprzednich i ukazuje początki Strefy.

## Książki w serii
| Numer w serii | Polski tytuł  | Oryginalny tytuł | Oryginalny nr ISBN | Polski nr ISBN         | Data oryginalnego wydania | Długość    | Komentarz   |
| ------------- | ------------- | ---------------- | ------------------ | ---------------------- | ------------------------- | ---------- | ----------- |
| 1             | Unicestwienie | Annihilation     | ISBN 0-374-10409-3 | ISBN 978-83-7515-293-7 | 4 lutego 2014             | 232 strony |             |
| 2             | Ujarzmienie   | Authority        | ISBN 0-374-10410-7 | ISBN 978-83-7515-300-2 | 6 maja 2014               | 400 stron  | [ 6 ] [ 7 ] |
| 3             | Ukojenie      | Acceptance       | ISBN 0-374-10411-5 | ISBN 978-83-7515-331-6 | 2 sierpnia 2014           | 400 stron  | [ 8 ] [ 9 ] |